# Ein Experiment
Ein Experiment von Hans Dominik ist eine technisch-wissenschaftliche Zukunftsgeschichte. Sie erschien 1913 anonym in der jährlich erscheinenden Buchreihe Das Neue Universum (Band 34) sowie in der 1980 im Heyne Verlag als Taschenbuch Nr. 3754 erschienenen Sammlung von utopischen Kurzgeschichten aus dem neuen Universum Als der Welt Kohle und Eisen ausging.

## Inhalt
Im Jahr 1913 war noch keine Möglichkeit gefunden worden, mit der man tatsächlich zu den Nachbarplaneten der Erde hätte reisen können. Trotzdem war noch weitgehend die Meinung verbreitet, dass auf den anderen Planeten intelligentes Leben existiert. In dieser Kurzgeschichte schildert Hans Dominik, wie durch Radiosignale tatsächlich eine Verbindung zu intelligenten Wesen auf dem Mars hergestellt wird. Tatsächlich wird einige Jahre später im Neuen Universum vom Versuch eines amerikanischen Millionärs berichtet, mit Hilfe von Lichtsignalen von hunderten starker Scheinwerfer eine Verbindung zum Mars herzustellen. Die Ideen dieser Kurzgeschichte wurden dann in etwas anderer Form ab etwa 1960 tatsächlich im Projekt SETI verwirklicht.

## Zur Kurzgeschichte
Der deutsche Ingenieur Rudolf Kaempf legt dem amerikanischen Milliardär John Brown, der einmal Hans Braun hieß, seinen Plan vor, wie man mit den Nachbarplaneten der Erde in Verbindung treten könne. Als Helfer mit von der Partie ist der Inder Soma Ata – dies erinnert an die Gestalten in Hans Dominiks Romanen Die Macht der Drei oder Das Erbe der Uraniden. Als Mittel, diese Verbindung aufzubauen, schlägt er elektrische Wellen vor – im Jahr 1913 gab es bereits die ersten großen Sender für weltweite Verbindung per Telegrafie. 
Die Wellenlänge der Ausstrahlung soll ein ganzzahliges Vielfaches eines Kilometers sein, damit gleichzeitig eine Information über die Längeneinheit gesendet wird. Um Erfolg zu haben, wird eine Sendeleistung von etwa einer Million Pferdestärken benötigt, sonst lassen sich die riesigen Distanzen nicht überbrücken. Die notwendige elektrische Energie sollen die Niagarafälle liefern.
Im Kraftwerk erzeugen 10 riesige gekoppelte Generatoren jeweils einen Wechselstrom von 30 kHz, aus dem dann die Sendefrequenz von 300 kHz, entsprechend einer Wellenlänge von 1 km, zusammen gemixt wird. Ein riesiger Teslatransformator erhöht die Sendespannung auf 10 Millionen Volt (utopisch, da die Luft nicht ausreichend isoliert). Abgestrahlt wird die riesige Leistung über eine 30 km hohe Antenne, die durch im Abstand von jeweils 300 m eingefügte Gasballone getragen wird (500 m Antennenlänge wären für die konkrete Wellenlänge ausreichend gewesen – man war damals noch am Anfang der Rundfunkentwicklung).
Das Experiment selber wird nachts begonnen, zur Zeit einer Marsopposition. Nach einigen Ankündigungsimpulsen werden zuerst 3, dann 4, dann 5 und in einer zweiten Gruppe 5, 12 und 13 Impulse gesendet. Anschließend wird auf eine Antwort aus dem Weltraum gehorcht. Hans Dominik lässt den Ingenieur Kaempf daraufhin überschwänglich schreien: „Hurra, Mister Brown! Das Experiment ist geglückt! Unsere Apparate arbeiten vorzüglich und reichen jedenfalls zu einem unserer Nachbarplaneten. Wir haben die Seitenlängen der ersten beiden pythagoreischen Dreiecke mit ganzen Zahlen in den Raum telegrafiert. Unsere Botschaft ist uns zurückgesandt worden, und der unbekannte Absender hat uns gleichzeitig die Seitenlänge des dritten pythagoreischen Dreieckes gegeben. Ihre Millionen, Mister Brown, sind nicht zum Fenster hinausgeworfen worden, denn heute Nacht haben wir zweifelsfrei, und wohl zum ersten Mal, seit unsere Erde steht, eine interplanetarische Verbindung gehabt.“ Dass der antwortende Planet der Mars ist, folgert Kaempf aus der Tatsache, dass die Wellenlänge seines Senders ein Vierzigtausendstel des Erdumfangs ist, aber die Wellenlänge der empfangenen Signale ein Vierzigtausendstel des Marsumfanges beträgt.
Kurz darauf werden das Dezimalsystem sowie die Rechenzeichen für die Grundrechenarten festgelegt. Ein halbes Jahr später, kurz bevor die Verbindung durch die zu große Entfernung abbricht, erhält Mister Brown einen Bericht über das Erreichte. Mit Hilfe von Koordinaten, analog zur Vektorgrafik, ist ein Buch mit Zeichnungen vom Mars entstanden, das Mister Brown aufschlägt: „Da blickte ihn ein durchaus menschenähnliches Gesicht an, die Stirn ein wenig höher, die Augen ein wenig größer als es auf Erden gewöhnlich ist, Mund und Kinn auffallend klein, aber sonst durchaus menschengleich.“
Für die nächste Marsopposition will der Ingenieur Apparate konstruieren, die eine direkte Bild- und Tonübertragung ermöglichen. 